# Ibrahim Danlad
Ibrahim Danlad, né le 2 décembre 2002 à Accra, est un footballeur ghanéen. Il joue au poste de gardien de but à Asante Kotoko.

## Biographie

### En club
Né à Accra, il rejoint l'Asante Kotoko lors de la saison 2016-2017. Il est prêté à Berekum Chelsea lors de la saison 2019-2020.

### En sélection
Avec les moins de 17 ans, il participe à la Coupe d'Afrique des nations des moins de 17 ans en 2017. Lors de cette compétition organisée au Gabon, il officie comme gardien titulaire et joue cinq matchs. Le Ghana s'incline en finale face au Mali.
Il dispute ensuite quelques mois plus tard la Coupe du monde des moins de 17 ans qui se déroule en Inde. Lors du mondial junior, il est de nouveau titulaire et joue à nouveau cinq matchs. Le Ghana est éliminé en quart de finale, une nouvelle fois par le Mali.
Avec les moins de 20 ans, il participe à la Coupe d'Afrique des nations des moins de 20 ans 2019 organisée au Niger, mais doit se contenter du banc des remplaçants. Avec un bilan d'une victoire et deux défaites, le Ghana est éliminé dès le premier tour. Il participe ensuite à la Coupe d'Afrique des nations des moins de 20 ans 2021 qui se déroule en Mauritanie, cette fois-ci comme titulaire. Il joue six matchs lors de cette compétition, qui voit le Ghana être sacré champion d'Afrique, en battant l'Ouganda en finale.
Avec les moins de 23 ans, il dispute la Coupe d'Afrique des nations des moins de 23 ans 2019 organisée en Égypte, mais doit se contenter du banc des remplaçants. Le Ghana se classe quatrième du tournoi, en étant battu par l'Afrique du Sud lors de la « petite finale », après une séance de tirs au but.
Au cours de l'année 2021, il est aperçu à plusieurs reprises sur le banc des remplaçants de l'équipe nationale, mais sans entrer en jeu.
Le 14 novembre 2022, il est sélectionné par Otto Addo pour participer à la Coupe du monde 2022.

## Palmarès

### En sélection
| Ghana -17 ans - Coupe d'Afrique des nations : - Finaliste : 2017. |  | Ghana -20 ans - Coupe d'Afrique des nations (1) : - Vainqueur : 2021. |